# Andries Malan
Pour les articles homonymes, voir Malan.
Andries Malan, né le 20 octobre 1994 à Bellville, est un joueur sud-africain de badminton.

## Carrière
Andries Malan est médaillé d'or en double messieurs avec Willem Viljoen et en équipe mixte et médaillé d'argent en double mixte avec Jennifer Fry aux Championnats d'Afrique 2013 et 2014.
En 2015, il remporte aux Jeux africains la médaille d'or en double mixte avec Jennifer Fry et en double mixte avec Willem Viljoen, ainsi que la médaille d'argent en équipe mixte. Il est médaillé d'or aux Championnats d'Afrique de badminton par équipes 2016. Il obtient aux Championnats d'Afrique 2017 la médaille d'or en double mixte avec Jennifer Fry, la médaille d'argent en double messieurs avec James Hilton McManus et la médaille d'argent en équipe mixte.